# Comté de Donegal
Le comté de Donegal (en anglais : County Donegal ; en irlandais : Contae Dhún na nGall) est le comté irlandais le plus septentrional de l'île et du pays, situé dans la province d'Ulster. Frontalier des comtés nord-irlandais de Derry, Tyrone et Fermanagh, il est relié au reste de l'État irlandais par le corridor du Donegal par lequel il communique avec le comté de Leitrim.
Avec les comtés de Cavan et de Monaghan, c'est l'un des trois comtés de l'Ulster qui ne furent pas rattachés à l'Irlande du Nord, restée sous souveraineté britannique lors de l'indépendance de l'Irlande.
Lors de sa création au XVIe siècle, il a quelquefois été appelé « comté de Tyrconnell » (en irlandais : Tír Chonaill), d'après l'ancien royaume et principauté des O'Donnells qui existait à cet endroit-là, mais plus étendu. Son nom actuel vient de la ville de Donegal.
La capitale du comté est la ville de Lifford mais sa plus grande ville est Letterkenny. Le comté a une superficie de 4 841 km2 pour 159 192 habitants en 2016.

## Géographie

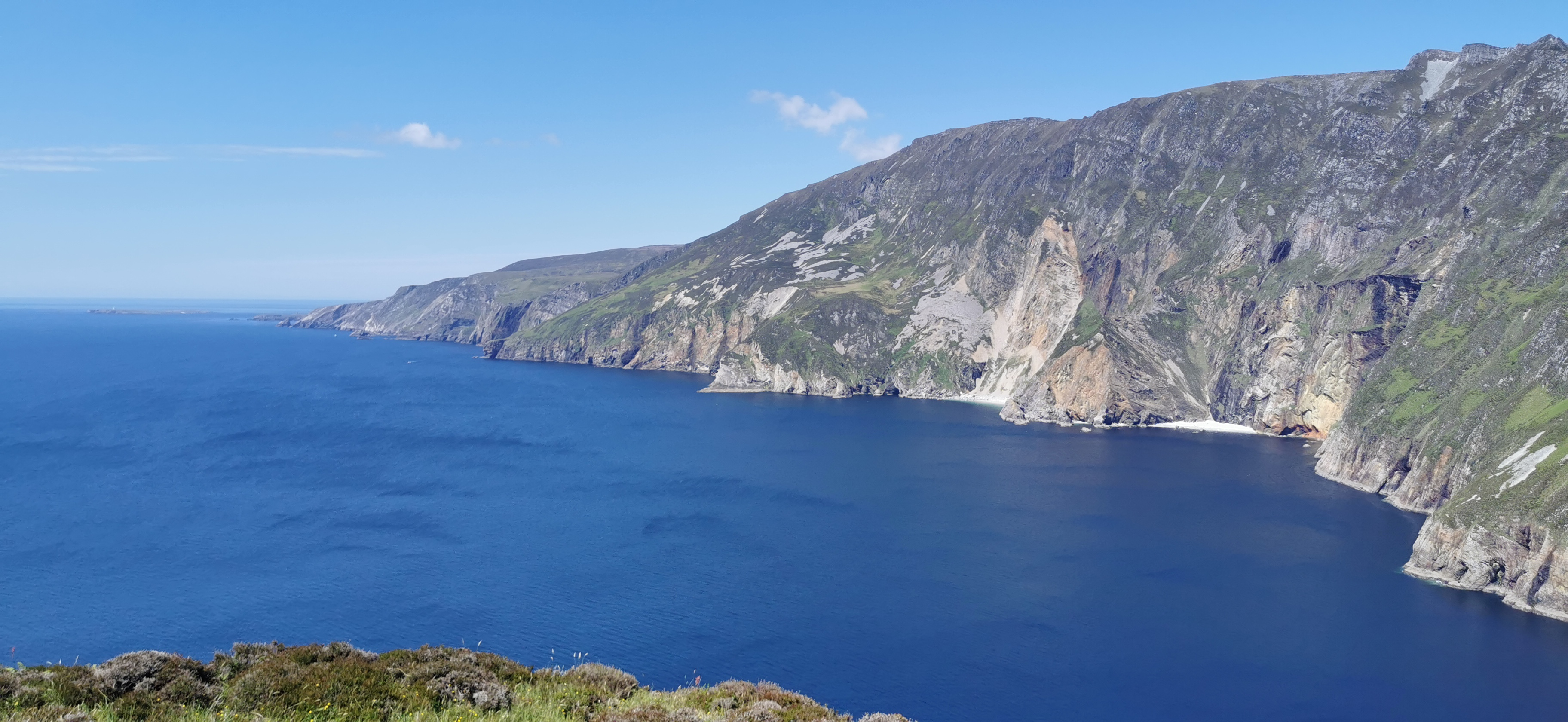
Les falaises de Slieve League.

Le comté de Donegal est un ensemble de collines peu élevées avec un littoral très découpé. L'ensemble de falaises de Slieve League (en irlandais : Sliabh Liag) est la deuxième plus haute falaise d'Europe. Malin Head est le point le plus septentrional d’Irlande.
Le climat est tempéré et dominé par l’influence du Gulf Stream, provoquant des étés frais et des hivers humides.
La montagne la plus haute du comté est le Mont Errigal en irlandais : Earagail, ce qui fait partie des montagnes de Derryveagh (en irlandais : Dhoire Bheatha), au centre-nord du comté. 
Au large, deux îles sont habitées de façon permanente : Arranmore (en irlandais : Árrain Mór) et l'île de Toraigh.

### Comtés limitrophes
| océan Atlantique | océan Atlantique | océan Atlantique         |
| océan Atlantique | comté de Donegal | Londonderry/Derry Tyrone |
| océan Atlantique | Leitrim          | Fermanagh                |

## Histoire

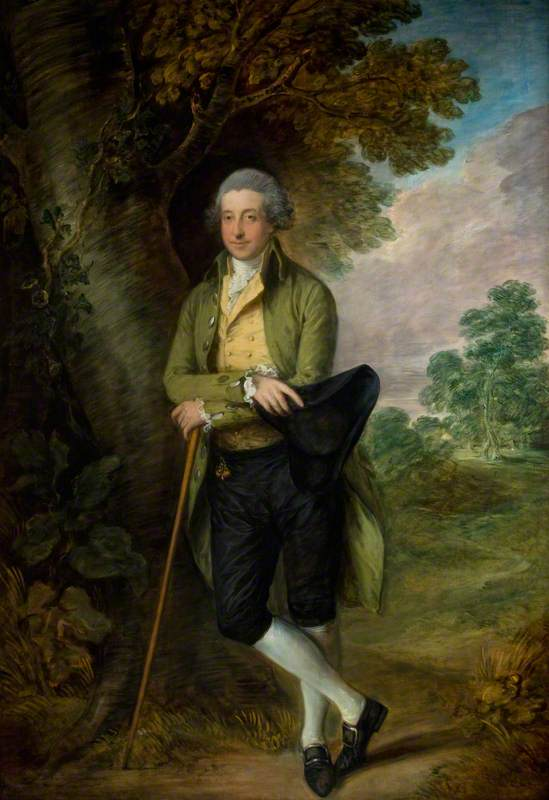
Arthur Chichester (1739–1799)
1er Marquis de Donegall
v. 1780 par Gainsborough
Ulster Museum, Belfast

Au sud, Lough Derg est un site célèbre de pèlerinage, tandis que la ville de Donegal a un monastère franciscain datant du XVIIe siècle.
Après la partition de l'Irlande en 1922, le comté de Donegal, qui appartient à la région historique de l’Ulster, s’est retrouvé isolé du reste de la république d’Irlande, relié par une étroite bande de terre au comté de Leitrim.

## Langues et culture
La région est un gaeltacht, c'est-à-dire une des zones où l'usage de la langue irlandaise est le plus vivace. Cependant, le dialecte qui y est parlé est distinct de celui du reste de l'Irlande, car il ressemble au gaélique écossais.

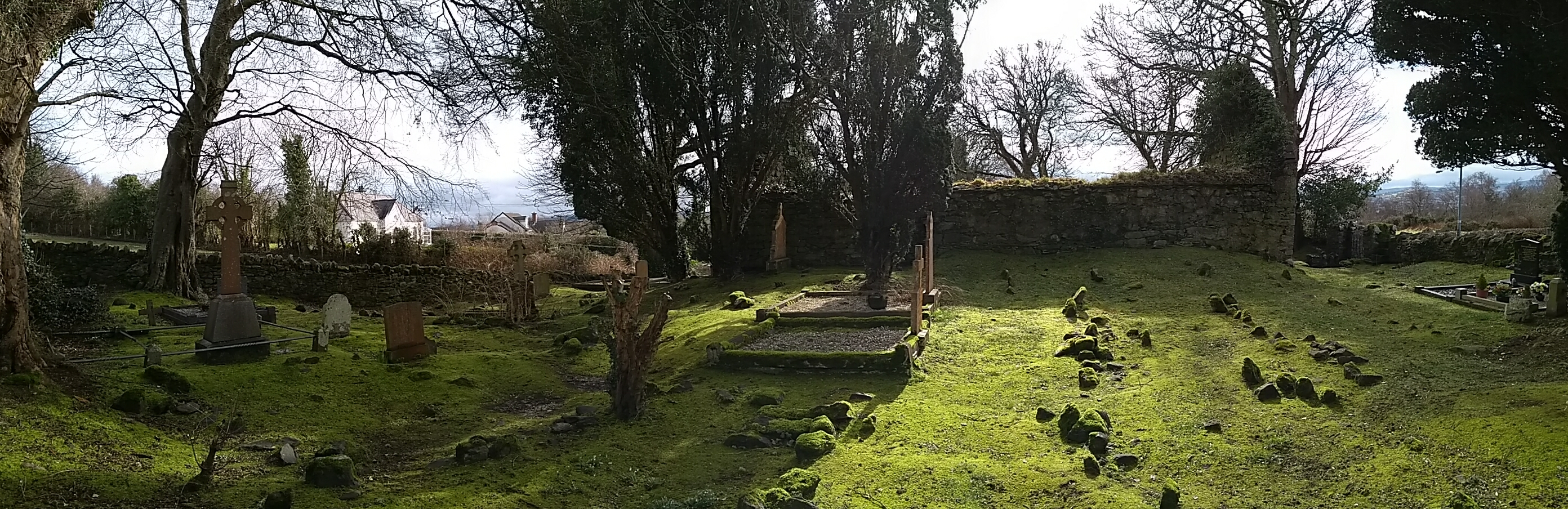
L'église de Kiltoy, dans le comté de Donegal.

Le Donegal est aussi une région où la musique traditionnelle irlandaise est très présente.

## Sites touristiques
- Le parc national de Glenveagh

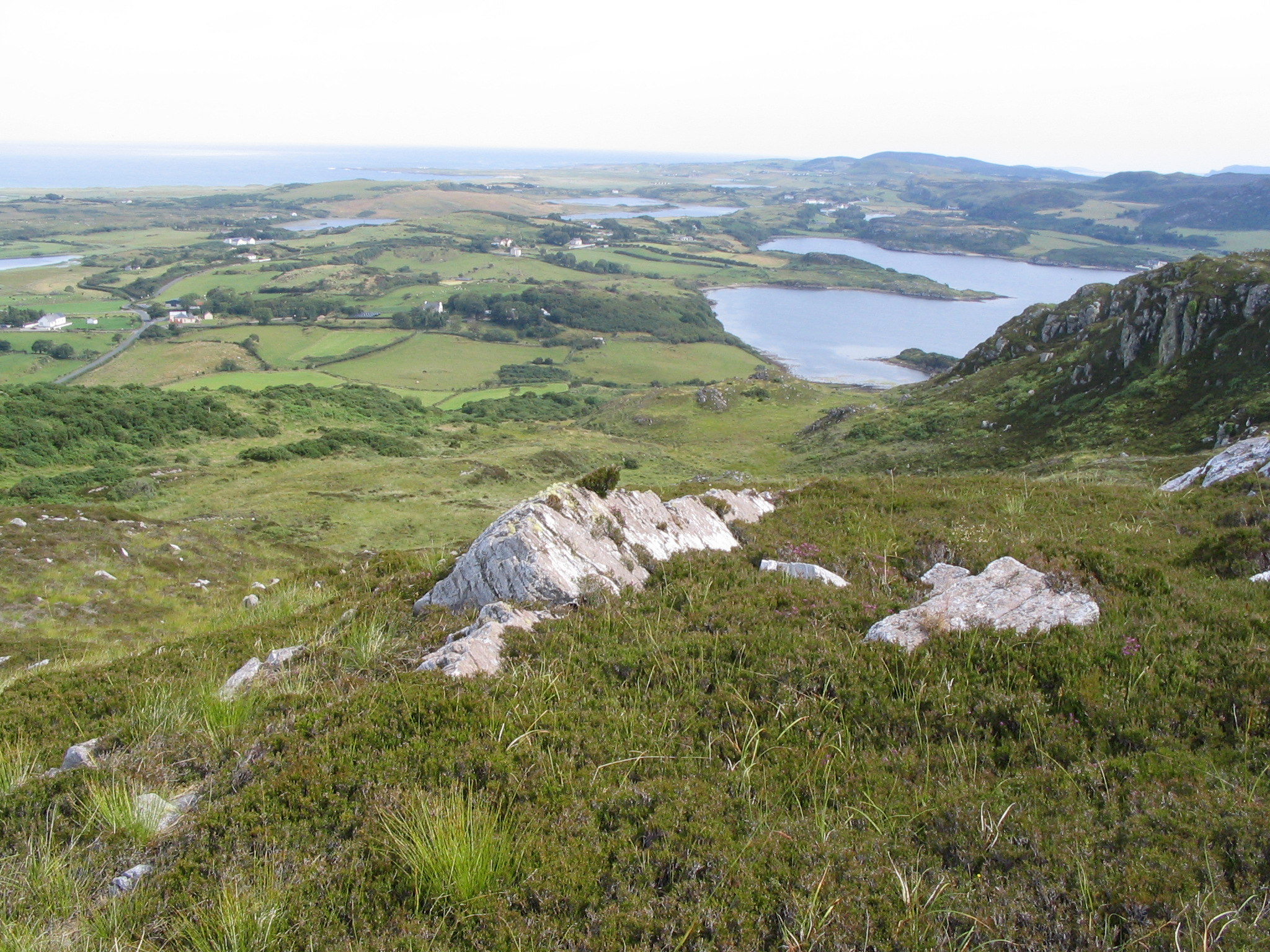
Le Lough Kindrum depuis la lande de Cashelmore.

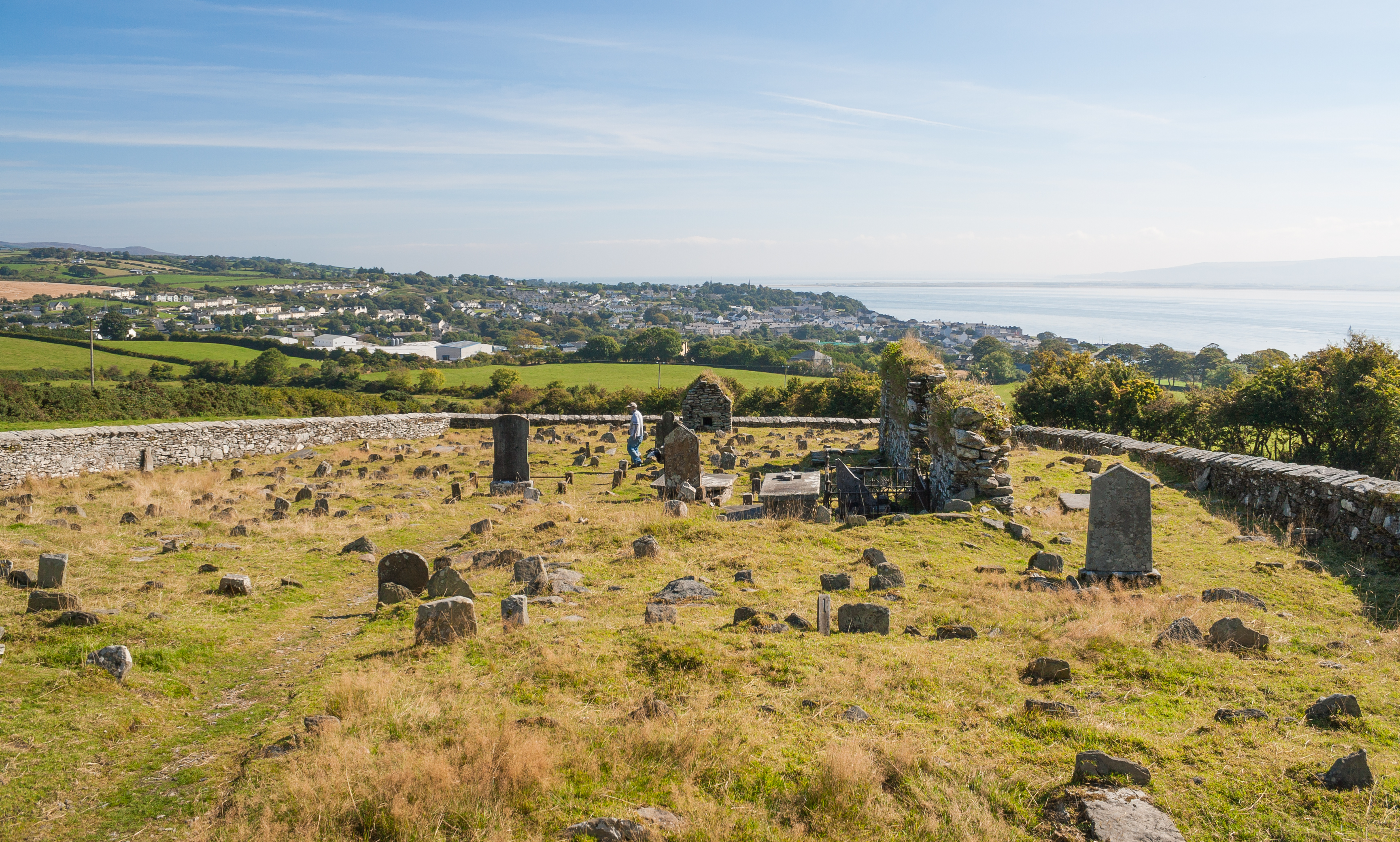
Vue du cimetière de Cooley, avec la ville de Moville et le Lough Foyle en arrière-plan.

- Malin Head, point le plus septentrional de l'État et de l'île d'Irlande
- Bundoran
- Le château Donnell Castle
- La Old Abbey
- L'église St Patrick
- Le Waterbus
- Les montagnes Bluestack Mountains
- Les montagnes Earagail agus Mucais, partie des montagnes Derryveagh
- Le village et le musée folkloriques Gleann Cholm Cille
- L'île de Toraigh
- Le château national de Glenveagh et son parc
- Le centre du patrimoine d'Ardara
- Slieve League et les falaises de Bunglass
- St John's Point
- Doe Castle

## Localités
- Ardara
- Ballybofey
- Ballyshannon
- Buncrana
- Bundoran
- Burtonport
- Carndonagh
- Clonmany
- Donegal
- Dunfanaghy
- Dungloe
- Glenties
- Gleann Cholm Cille
- Greencastle
- Gaoth Dobhair
- Killybegs
- Letterkenny
- Lifford
- Milford
- Moville
- Muff
- Rathmullan
- Ramelton
- Stranorlar